# Estação de Ponte d'Uchoa
A Estação de Ponte d'Uchoa é uma antiga estação de trens urbanos preservada em Ponte d'Uchoa, Recife.
Está inserida na Zona Especial de Preservação do Patrimônio Histórico, compondo o Sítio Histórico de Ponte d'Uchoa.

## História

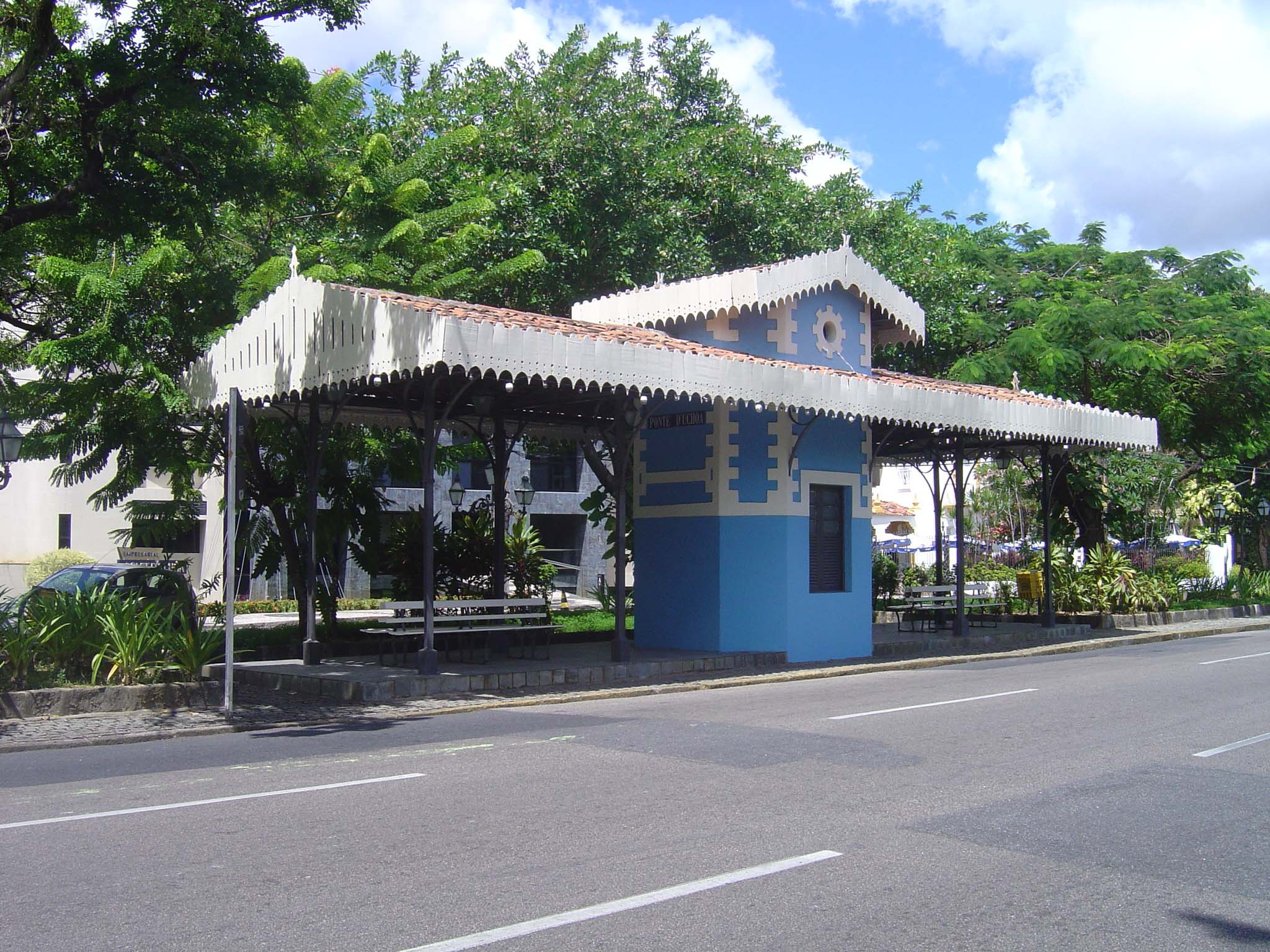
Estação de Ponte d'Uchoa, Recife

Em 1865 ali foi construída, pela Empresa de Trilhos Urbanos, uma estação para os primeiros bondes do Recife, chamados Maxambombas. A estação recebeu o nome do lugar.
Em 1867 o controle sobre a estação foi transferido para a Brazilian Street Railway.
A Maxambomba percorreu os trilhos do Recife até 1915.
Em 1916 a empresa Pernambuco Tramways & Power Company, detentora das linhas de bondes e de distribuição de eletricidade do Recife, assumiu a estação.
Em 1968, quando já não havia bondes e por conta da transferência da distribuição de eletricidade para a Celpe - Companhia de Eletricidade de Pernambuco, o controle sobre a estação também passou de mão.
Passou a ser uma parada de ônibus, até 2003, quando também essa parada foi transferida, para facilitar o trânsito no local.
Em 28 de outubro de 2013 foi destruída por um automóvel desgovernado. 
Em Novembro de 2013 a Prefeitura do Recife iniciou os trabalhos para reconstrução do monumento.
Em 27 de Abril de 2014 a reconstrução foi concluída pela Prefeitura do Recife, e custou R$ 171.977,36 aos cofres municipais.

### Estrutura
A estação inicialmente foi construída em madeira, que foi substituída por ferro no início do século XX.
Atualmente mantém a estrutura de ferro.
A reconstrução (após destruição por um automóvel em 2013) foi uma releitura do que a estação era após sua reforma no início do século XX, pois, segundo os restauradores, é a imagem que a população conhece. 
A nova estação preservou as características estruturais, porém teve sua cor azul alterada para cores usadas em edificações similares do século 19.